# Ebeneezer Goode
Ebeneezer Goode è un singolo del gruppo musicale scozzese The Shamen pubblicato nel 1992 e tratto dal loro quinto album Boss Drum.
La versione di Ebeneezer Goode pubblicata su singolo, che venne remixata dai Beatmasters, è divenuto il più grande successo della formazione. Dopo essere entrata nella Official Singles Chart al numero sei nel settembre del 1992, ha raggiunto il primo posto due settimane dopo mantenendo tale posizione per quattro settimane.

## Descrizione
Parodia dance sul tema della politica, Ebeneezer Goode è un brano di stampo rave ed electronica che aggiorna la techno al synth pop e al rap.
Sebbene il titolo del brano citi il personaggio dickensiano di Ebenezer Scrooge, il testo allude in realtà al consumo di ecstasy come conferma il ritornello che recita ripetutamente "'Eezer Goode", traslitterazione di "Es are good", ovvero "le 'E' (l'ecstasy) sono buone". Altri riferimenti alle droghe appaiono quando il testo afferma "E's sublime, E makes you feel fine" ("la E è sublime, ti fa sentire bene"). Sebbene le liriche alludano ai vantaggi del farmaco, non manca un'ammonizione contro l'uso eccessivo:
But go easy on old 'Eezer, he's a love you could lose

Extraordinary fella, like Mister Punchinella

He's the kind of geezer who must never be abused.»
Ma vacci piano con il vecchio 'Eezer, è un amore che potresti perdere

Un tipo straordinario, come il signor Punchinella

È quel tipo di vecchio che non deve mai essere abusato.»
La canzone contiene anche due riferimenti alle sigarette arrotolate, ovvero "Has anybody got any Veras?" ("Qualcuno ha qualche Veras?" - "Vera Lynns" è un rhyming slang che allude anche alle cartina per sigarette) e "Got any salmon" ("Hai qualche salmone?" - "salmone" è un termine gergale che indica il tabacco).
La frase introduttiva "A great philosopher once wrote.." ("Un grande filosofo ha scritto una volta...") è una citazione dell'attore Malcolm McDowell ripresa dal film O Lucky Man! (1973).

## Videoclip

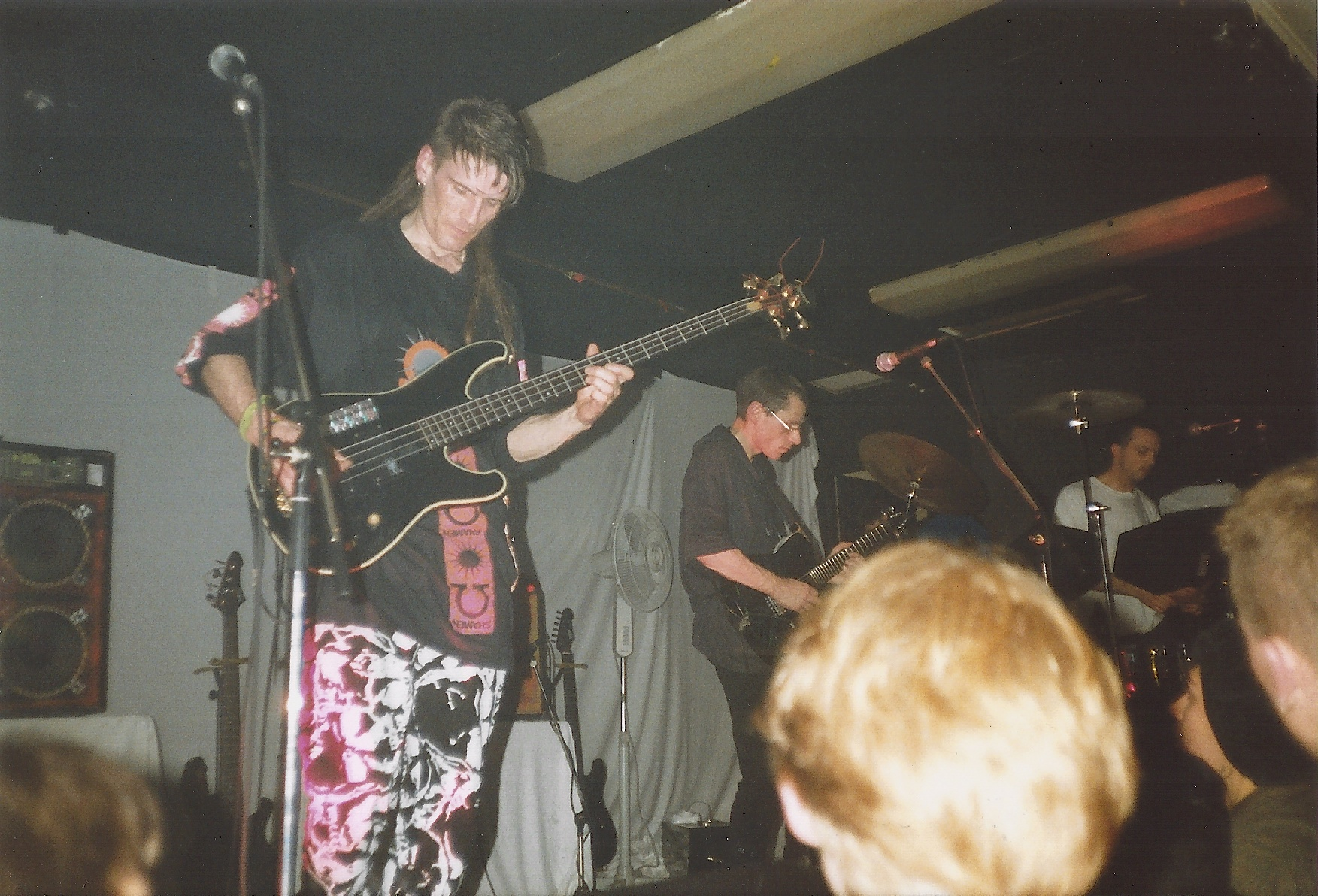
The Shamen in concerto (1990)

Il videoclip alterna scene che mostrano gli Shamen che ballano e suonano in un club a quelle che hanno come protagonista un uomo eccentrico (l'Ebeneezer Goode che dà il titolo al brano, interpretato dal comico e illusionista Jerry Sadowitz) che cammina lungo alcune lande desolate e degradate.

## Controversie
Ebeneezer Goode è stato uno dei successi musicali britannici più controversi degli anni novanta a causa delle liriche che incitano al consumo di ecstasy e proprio per tale ragione è stata inizialmente bandita dalla BBC. Sebbene alcuni abbiano affermato che il singolo sia stato ritirato dopo che la band è stata perseguitata dalla stampa scandalistica britannica, gli Shamen dichiararono che è stata bandita quando aveva raggiunto il primo posto perché "rovinava il programma delle loro pubblicazioni (sic)".

## Tracce

### 12" maxi
1. Ebeneezer Goode (Club Vocal) – 6:15
2. Ebeneezer Goode (Shamen Vocal) – 4:31
3. Ebeneezer Goode (Jolly Roger Instrumental) – 5:09
4. Ebeneezer Goode (South of Detroit Vocal) – 4:33
5. Ebeneezer Goode (MBM Instrumental) – 6:05
6. Ebeneezer Goode (Shamen Dub) – 4:38

### 12" single
1. Ebeneezer Goode (Beat Edit) – 3:50
2. Ebeneezer Goode (Shamen Dub) – 4:32

### 12" maxi
1. Ebeneezer Goode (Club Vocal) – 6:15
2. Ebeneezer Goode (Jolly Roger Vocal) – 5:12
3. Ebeneezer Goode (South of Detroit Vocal) – 4:33

### 12" single (DJ's Special)
1. Ebeneezer Goode (Club Vocal Mix) – 6:15
2. Ebeneezer Goode (Jolly Roger Vocal Mix) – 6:30

### CD
1. Ebeneezer Goode (Club Vocal) – 6:15
2. Ebeneezer Goode (Shamen Dub) – 4:32
3. Ebeneezer Goode (South of Detroit Vocal) – 4:33
4. Ebeneezer Goode (Jolly Roger Vocal Mix) – 6:30

## Classifiche
| Classifica    | Posizione massima |
| ------------- | ----------------- |
| Australia     | 14                |
| Austria       | 11                |
| Belgio        | 23                |
| Danimarca     | 9                 |
| Finlandia     | 8                 |
| Francia       | 43                |
| Germania      | 23                |
| Irlanda       | 1                 |
| Norvegia      | 2                 |
| Nuova Zelanda | 23                |
| Olanda        | 19                |
| Regno Unito   | 1                 |
| Svezia        | 11                |
| Svizzera      | 17                |